# Oberwetz
Oberwetz ist ein Ortsteil der Gemeinde Schöffengrund im südlichen mittelhessischen Lahn-Dill-Kreis.

## Geografie

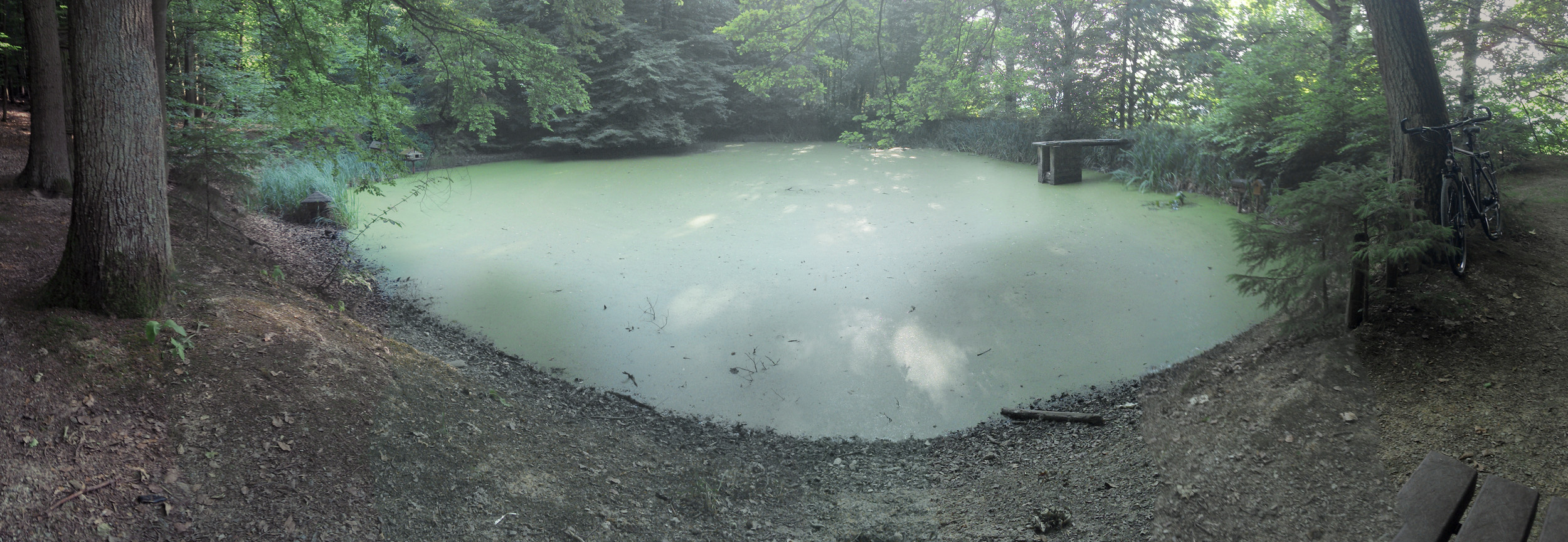
Eine der beiden Wetzbachquellen

Der Ort liegt im Wetzlarer Hintertaunus, einem Teil des Östlichen Hintertaunus, oberhalb zweier bei Oberwetz beginnenden Bachtäler: Der Wetzbach entspringt am östlichen Ortsrand, wird vom Luchwiesengraben gespeist und fließt durch Oberwetz in nordwestliche Richtung nach Niederwetz. Im Süden der Ortschaft entsteht der Quembach, der vom Brossbach gespeist, in südwestliche Richtung nach Oberquembach verläuft und das zweite Tal bildet. Ebenfalls im Süden des Ortes befindet sich der Köhlerberg (425 m). Oberwetz zählt zum Naturpark Taunus und liegt etwa 6 Kilometer südlich der Kreisstadt Wetzlar.
Nachbarorte sind Oberquembach (südwestlich), Niederwetz (nordwestlich), Volpertshausen (nordöstlich) und Griedelbach (südöstlich).

## Geschichte

### Ortsgeschichte
Die Gegend um Oberwetz war bereits von den Kelten besiedelt. Bei Ausgrabungen fand man eine Grabstätte, die vermutlich um 800 v. Chr. (Eisenzeit) angelegt wurde. In der Hallstattzeit wurden weitere 47 Hügelgräber im Osten des Ortes angelegt.
Im Jahre 832 wird in einer Schenkungsurkunde des Lorscher Codex der Name Wetiffa genannt, das auf die Ortschaften Oberwetz und Niederwetz sowie den Wetzbach hinweist. 1261 wird das Johannespatrozinium der Kirche von Oberwetz erwähnt. Der Ort gehörte zum Quembacher Gericht und kam zu Beginn des 14. Jahrhunderts an die Grafen von Solms. Oberwetz war dem Dalheimer Gericht in der Grafschaft Solms-Braunfels zugeordnet. Dem Oberwetzer Kirchspiel gehörten ab der Reformation die Ortschaften Griedelbach und zwischenzeitlich auch Oberquembach an.
Ein Brand zerstörte 1718 den Großteil des Dorfes. Infolge des Wiener Kongresses wurde das Amt Braunfels mit Oberwetz preußisch. Zunächst gehörte das Dorf zur Bürgermeisterei in Braunfels, ab 1841 zur neugegründeten Bürgermeisterei „Schöffengrund“.
Nach dem Zweiten Weltkrieg siedelten sich in Oberwetz Heimatvertriebene an. Auch eine größere Schule musste errichtet werden. 
Hessische Gebietsreform (1970–1977)
Zum 31. Dezember 1971 fusionierte die bis dahin selbständige Gemeinde Oberwetz mit fünf weiteren Gemeinden im Zuge der hessischen Gebietsreform freiwillig zur Großgemeinde Schöffengrund. Für die ehemals eigenständigen Gemeinden von Schöffengrund wurde je ein Ortsbezirk gebildet.

### Verwaltungsgeschichte im Überblick
Die folgende Liste zeigt die Staaten und Verwaltungseinheiten, denen Oberwetz angehört(e):
- vor 1806: Heiliges Römisches Reich, Fürstentum Solms-Braunfels, Anteil der Grafschaft Solms, Amt Braunfels
- ab 1806: Herzogtum Nassau,[Anm. 2] Amt Braunfels[Anm. 3]
- ab 1816: Königreich Preußen,[Anm. 4] Provinz Großherzogtum Niederrhein, Regierungsbezirk Koblenz, Kreis Braunfels[7]
- ab 1822: Königreich Preußen, Rheinprovinz, Regierungsbezirk Koblenz, Kreis Wetzlar[Anm. 5]
- ab 1866: Norddeutscher Bund,[Anm. 6] Königreich Preußen, Rheinprovinz, Regierungsbezirk Koblenz, Kreis Wetzlar
- ab 1871: Deutsches Reich, Königreich Preußen, Rheinprovinz, Regierungsbezirk Koblenz, Kreis Wetzlar
- ab 1918: Deutsches Reich (Weimarer Republik), Freistaat Preußen, Rheinprovinz, Regierungsbezirk Koblenz, Kreis Wetzlar
- ab 1932: Deutsches Reich, Freistaat Preußen, Provinz Hessen-Nassau, Regierungsbezirk Wiesbaden, Kreis Wetzlar
- ab 1944: Deutsches Reich, Freistaat Preußen, Provinz Nassau, Kreis Wetzlar
- ab 1945: Amerikanische Besatzungszone, Groß-Hessen,[Anm. 7] Regierungsbezirk Wiesbaden, Kreis Wetzlar
- ab 1949: Bundesrepublik Deutschland, Land Hessen, Regierungsbezirk Wiesbaden, Kreis Wetzlar
- ab 1968: Bundesrepublik Deutschland, Land Hessen, Regierungsbezirk Darmstadt, Kreis Wetzlar
- ab 1972: Bundesrepublik Deutschland, Land Hessen, Regierungsbezirk Darmstadt, Kreis Wetzlar, Gemeinde Schöffengrund[Anm. 8]
- ab 1977: Bundesrepublik Deutschland, Land Hessen, Regierungsbezirk Darmstadt, Lahn-Dill-Kreis, Gemeinde Schöffengrund
- ab 1981: Bundesrepublik Deutschland, Land Hessen, Regierungsbezirk Gießen, Lahn-Dill-Kreis, Gemeinde Schöffengrund

## Bevölkerung

### Einwohnerentwicklung
| Oberwetz: Einwohnerzahlen von 1834 bis 2020 | Oberwetz: Einwohnerzahlen von 1834 bis 2020 | Oberwetz: Einwohnerzahlen von 1834 bis 2020 | Oberwetz: Einwohnerzahlen von 1834 bis 2020 | Oberwetz: Einwohnerzahlen von 1834 bis 2020 |
| --- | ------------------------------------------- | ------------------------------------------- | ------------------------------------------- | ------------------------------------------- |
| Jahr |                                             |                                             |                                             | Einwohner                                   |
| 1834 | 1834                                        |                                             | 223                                         | 223                                         |
| 1840 | 1840                                        |                                             | 241                                         | 241                                         |
| 1846 | 1846                                        |                                             | 240                                         | 240                                         |
| 1852 | 1852                                        |                                             | 239                                         | 239                                         |
| 1858 | 1858                                        |                                             | 248                                         | 248                                         |
| 1864 | 1864                                        |                                             | 272                                         | 272                                         |
| 1871 | 1871                                        |                                             | 253                                         | 253                                         |
| 1875 | 1875                                        |                                             | 275                                         | 275                                         |
| 1885 | 1885                                        |                                             | 262                                         | 262                                         |
| 1895 | 1895                                        |                                             | 261                                         | 261                                         |
| 1905 | 1905                                        |                                             | 261                                         | 261                                         |
| 1910 | 1910                                        |                                             | 283                                         | 283                                         |
| 1925 | 1925                                        |                                             | 312                                         | 312                                         |
| 1939 | 1939                                        |                                             | 311                                         | 311                                         |
| 1946 | 1946                                        |                                             | 492                                         | 492                                         |
| 1950 | 1950                                        |                                             | 477                                         | 477                                         |
| 1956 | 1956                                        |                                             | 449                                         | 449                                         |
| 1961 | 1961                                        |                                             | 436                                         | 436                                         |
| 1967 | 1967                                        |                                             | 477                                         | 477                                         |
| 1970 | 1970                                        |                                             | 516                                         | 516                                         |
| 1980 | 1980                                        |                                             | ?                                           | ?                                           |
| 1987 | 1987                                        |                                             | 573                                         | 573                                         |
| 2000 | 2000                                        |                                             | ?                                           | ?                                           |
| 2011 | 2011                                        |                                             | 660                                         | 660                                         |
| 2020 | 2020                                        |                                             | 638                                         | 638                                         |
| Datenquelle: Historisches Gemeindeverzeichnis für Hessen: Die Bevölkerung der Gemeinden 1834 bis 1967. Wiesbaden: Hessisches Statistisches Landesamt, 1968. Weitere Quellen: LAGIS; Gemeinde Schöffengrund; Zensus 2011 |                                             |                                             |                                             |                                             |

### Einwohnerstruktur 2011
Nach den Erhebungen des Zensus 2011 lebten am Stichtag dem 9. Mai 2011 in Oberwetz 660 Einwohner. Darunter waren 15 (3,4 %) Ausländer.
Nach dem Lebensalter waren 120 Einwohner unter 18 Jahren, 291 zwischen 18 und 49, 141 zwischen 50 und 64 und 108 Einwohner waren älter.
Die Einwohner lebten in 264 Haushalten. Davon waren 63 Singlehaushalte, 81 Paare ohne Kinder und 93 Paare mit Kindern, sowie 21 Alleinerziehende und 6 Wohngemeinschaften. In 45 Haushalten lebten ausschließlich Senioren und in 183 Haushaltungen lebten keine Senioren.

### Historische Religionszugehörigkeit
| • 1834: | 223 evangelische (= 100 %) Einwohner                               |
| • 1961: | 353 evangelische (= 80,96 %), 82 katholische (= 18,81 %) Einwohner |

## Politik
Für Oberwetz besteht ein Ortsbezirk (Gebiete der ehemaligen Gemeinde Oberwetz) mit Ortsbeirat und Ortsvorsteher nach der Hessischen Gemeindeordnung.
Der Ortsbeirat besteht aus drei Mitgliedern. Bei den Kommunalwahlen in Hessen 2021 betrug die Wahlbeteiligung zum Ortsbeirat 51,34 %. Dabei wurden gewählt: zwei Mitglieder der Liste „Bürger für Oberwetz“ (BfO) und ein Mitglied der SPD. Der Ortsbeirat wählte Oliver Zimmermann (BfO) zum Ortsvorsteher.

## Kultur und Sehenswürdigkeiten

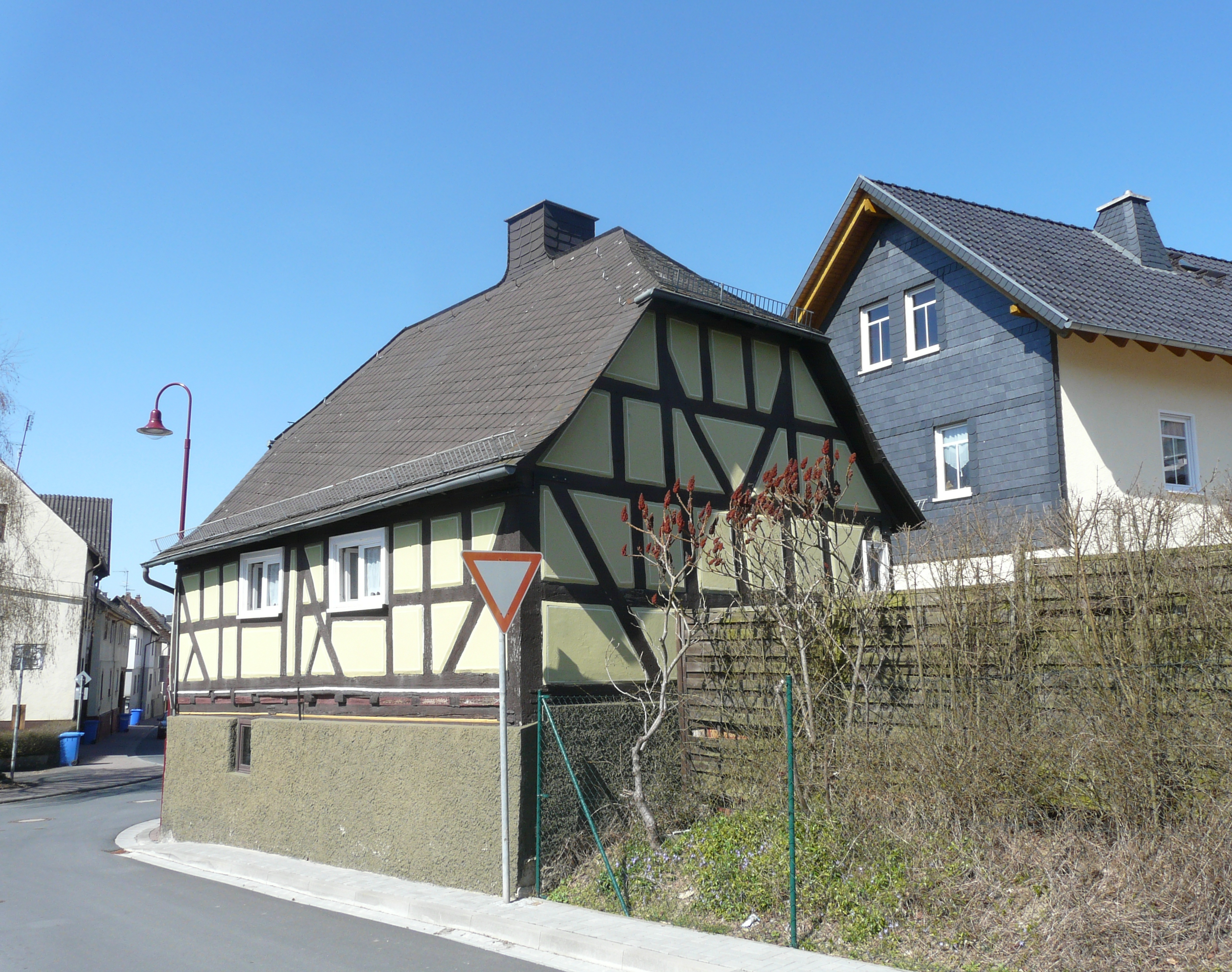
Backhaus

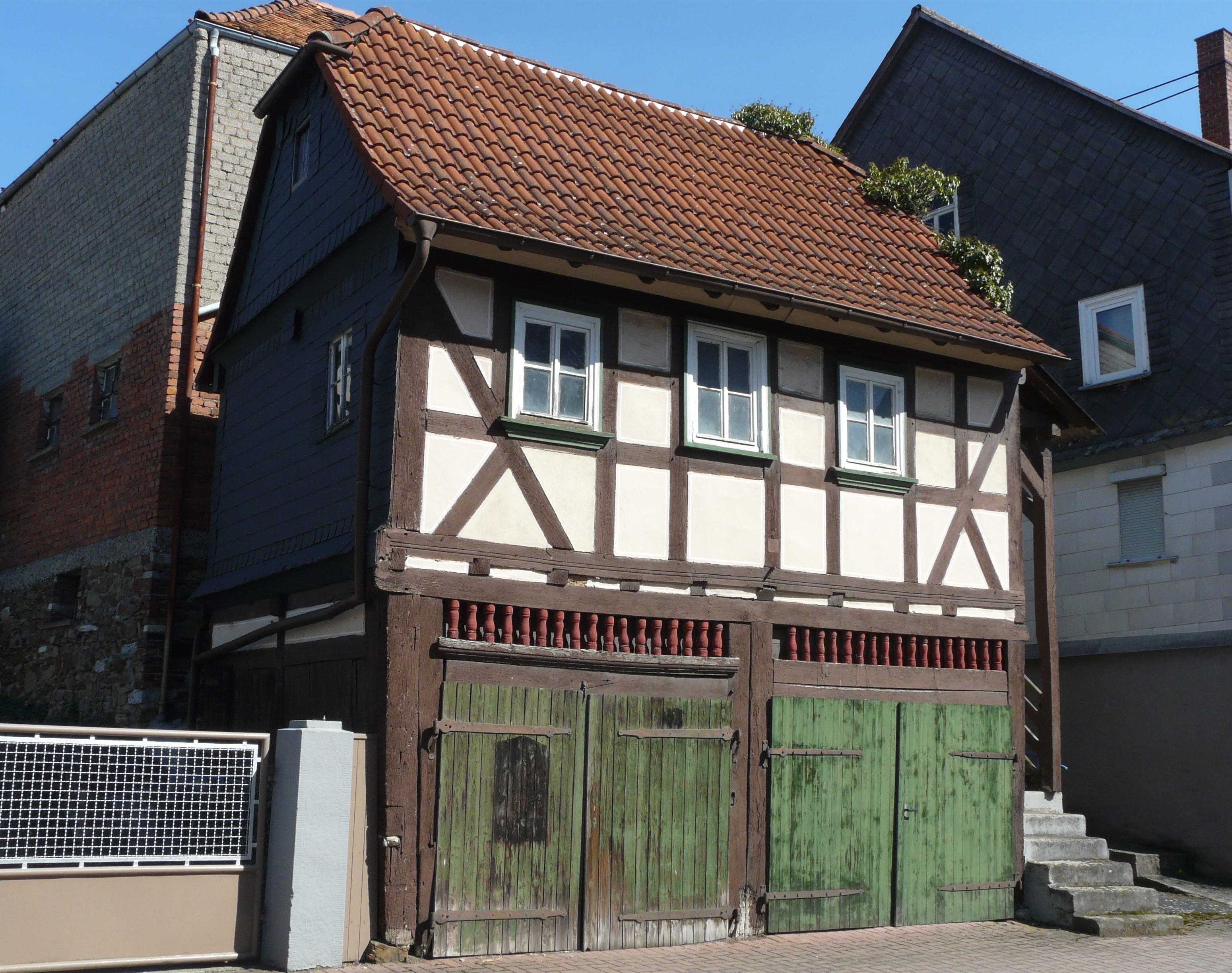
Altes Feuerwehrhaus

### Vereine
Im Ort herrscht ein aktives Vereinsleben. Größter Verein ist die Sportgemeinschaft Oberwetz 1956 mit über 300 Mitgliedern, gefolgt von der Burschenschaft 'die Schnauzbärt' Oberwetz e. V. mit rund 150 Mitgliedern. Der Feuerwehrverein mit rund 130 Mitgliedern kommt an dritter Stelle. Des Weiteren existieren ein Schützenverein sowie zwei Chöre. 

### Bauwerke
Der Ortskern von Oberwetz steht als Gesamtanlage unter Denkmalschutz. Nennenswert sind insbesondere das ehemalige Pfarrhaus, das im Jahr 1833 erbaut wurde, sowie die alte Schule von 1897. Hinzu kommen das ehemalige Feuerwehrhaus, das um 1800 errichtet wurde, und das Backhaus. Weiterhin haben sich Hofanlagen mit markanten Toren des Hüttenberger Lands erhalten. Die evangelische Dorfkirche befindet sich in Hanglage und ist ein einfacher Saalbau mit Dachreiter. Sie wurde im 17. Jahrhundert vermutlich umgebaut und war Johannes dem Täufer geweiht.

## Wirtschaft und Infrastruktur

### Öffentliche Einrichtungen
Im Süden von Oberwetz ist eine Rundloipe für Skilanglauf ausgewiesen. Die vier Kilometer lange Strecke führt durch das Waldgebiet am Köhlerberg.
In Oberwetz befindet sich ein Dorfgemeinschaftshaus. Die 1932 gegründete Freiwillige Feuerwehr verfügt über ein Tragkraftspritzenfahrzeug mit Wasser (TSF-W) und ein Mannschaftstransportfahrzeug (MTF). Ein Gerätewagen-Nachschub (GW-N) ist ebenfalls in Oberwetz stationiert.

### Verkehr
Die Hauptstraße von Oberwetz bildet die Landesstraße 3054, die im Ort als Rheinfelser Straße geführt wird. Sie verläuft von Weilmünster nach Hüttenberg. Darauf mündet die L 3055 aus Richtung Waldsolms-Griedelbach. In Oberwetz zweigt die Kreisstraße 350 in Richtung Niederwetz ab. Außerdem führen die K 370 nach Schwalbach und die K 363 in Richtung Langgöns-Oberkleen. Oberwetz wird von den Buslinien 160 und 173 im Überlandverkehr angefahren.

## Söhne und Töchter von Oberwetz
- Johann Konrad Füssli (1704–1775), Kirchenhistoriker und Pfarrer in der Schweiz (als Sohn des Pfarrers Melchior Füssli geboren)